# Община (Германия)
Община (нем. Gemeinde) — административно-территориальная единица первичного (низшего) уровня в Федеративной Республики Германия (ФРГ). 
Община (некоторые авторы употребляют слово коммуна) является общественной корпорацией. Общиной может являться город, деревня, совокупность нескольких деревень в германских землях (федеративной республике).

## Общее
В вертикальной структуре управления Федеративной Республики Германия общины образуют низшую ступень. Все они являются частью следующей выше по рангу государственной ступени управления, а именно района, земли́ (республики, государства) и федерации (союза германских государств). В 1965—1975 годах в ФРГ (Западная Германия) была проведена реформа местного самоуправления, сократившая в несколько раз число общин ФРГ путём их объединения. В Германии насчитывается 12 141 община.
Конституциями всех государств (земель) предусмотрено обязательное условие существования общины, а именно раздельное существование представительного и исполнительного органов власти. Общинные органы самоуправления формируются путём прямых, равных и всеобщих выборов. В небольших общинах роль представительного органа может играть собрание всех жителей.